# 28535 Sungjanet
28535 Sungjanet è un asteroide della fascia principale. Scoperto nel 2000, presenta un'orbita caratterizzata da un semiasse maggiore pari a 2,3442377 UA e da un'eccentricità di 0,0557877, inclinata di 3,81858° rispetto all'eclittica.